# 나루미 다카시
나루미 다카시(일본어: 鳴海 崇志, 7월 29일~)는, 일본의 남성 성우이다.